# Liste der Biografien/Kole
Liste der Biografien |
Portal Biografien |
Personensuche
# |
A |
B |
C |
D |
E |
F |
G |
H |
I |
J |
K |
L |
M |
N |
O |
P |
Q |
R |
S |
T |
U |
V |
W |
X |
Y |
Z |
?
 
Ka |
Kb |
Kc |
Kd |
Ke |
Kf |
Kg |
Kh |
Ki |
Kj |
Kl |
Km |
Kn |
Ko |
Kp |
Kr |
Ks |
Kt |
Ku |
Kv |
Kw |
Ky |
Kx |
Kz
 
Koa |
Kob |
Koc |
Kod |
Koe |
Kof |
Kog |
Koh |
Koi |
Koj |
Kok |
Kol |
Kom |
Kon |
Koo |
Kop |
Kor |
Kos |
Kot |
Kou |
Kov |
Kow |
Kox |
Koy |
Koz
 
Kola |
Kolb |
Kolc |
Kold |
Kole |
Kolf |
Kolg |
Kolh |
Koli |
Kolj |
Kolk |
Koll |
Kolm |
Koln |
Kolo |
Kolp |
Kolr |
Kols |
Kolt |
Kolu |
Kolv |
Kolw |
Koly |
Kolz
Die Liste der Biografien führt alle Personen auf, die in der deutschsprachigen Wikipedia einen Artikel haben. Dieses ist eine Teilliste mit 112 Einträgen von Personen, deren Namen mit den Buchstaben „Kole“ beginnt.

## Kole
- Kole Etame, Herverge (* 2002), kamerunische Sprinterin
- Kole, André (* 1936), US-amerikanischer Zauberkünstler
- Kole, Julian (1908–1998), polnischer Politiker, Vize-Finanzminister
- Kole, Ryszard, polnischstämmiger Pharmakologe
- Kole, Warren (* 1977), US-amerikanischer Schauspieler

### Kolec
- Kołecki, Szymon (* 1981), polnischer Gewichtheber
- Kołeczek, Karolina (* 1993), polnische Leichtathletin

### Koled
- Koledajew, Alexei (* 1976), kasachischer Eishockeyspieler
- Koledow, Juri (* 1932), sowjetischer Radrennfahrer

### Koleg
- Kolega, Elias (* 1996), kroatischer Skirennläufer
- Kolega, Samuel (* 1999), kroatischer Skirennläufer
- Kolegow, Waleri Jewgenjewitsch (* 1995), russischer Snowboarder

### Koleh
- Kolehmainen, Eero (1918–2013), finnischer Skilangläufer
- Kolehmainen, Hannes (1889–1966), finnischer LangstreckenläuferHannes Kolehmainen (1889–1966)

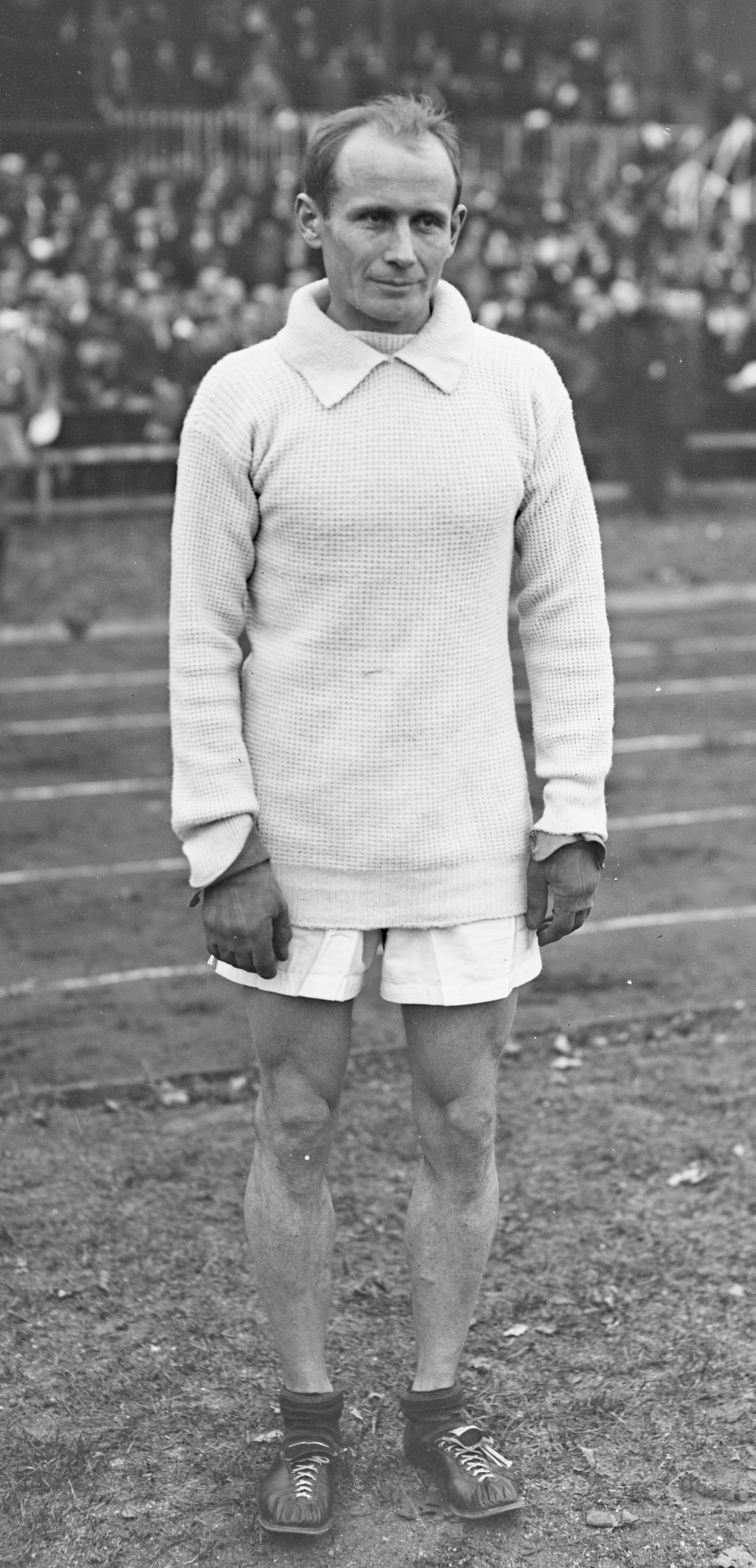
Hannes Kolehmainen (1889–1966)

- Kolehmainen, Mikko (* 1964), finnischer Kanute
- Kolehmainen, Tatu (1885–1967), finnischer Langstreckenläufer
- Kolehmainen, Toni (* 1988), finnischer Fußballspieler

### Kolei
- Koleiski, Frederike (* 1987), deutsche Leichtathletin im Behindertensport

### Kolek
- Koleka, Spiro (1908–2001), albanischer kommunistischer Politiker

### Kolel
- Koléla, Laure (* 1991), kongolesische Fußballspielerin
- Kolélas, Bernard (1933–2009), kongolesischer Politiker, Premierminister der Republik Kongo
- Kolélas, Guy-Brice Parfait (1959–2021), kongolesischer Politiker (Republik Kongo)

### Kolen
- Kolenati, Friedrich († 1864), österreichischer Naturforscher
- Kolenda, Jochen (* 1953), deutscher Schauspieler
- Kolenda, Jürgen, deutscher Taucher und Teilnehmer sowie Sieger bei den World Games 1981 und World Games 1985
- Kolendo, Jerzy (1933–2014), polnischer Althistoriker und Klassischer Archäologe
- Koleničková, Dominika (* 1992), slowakische Fußballspielerin
- Kolenová, Eva (* 1985), slowakische Fußballspielerin
- Kolény, Peter, slowakischer Astronom und Asteroidenentdecker

### Koler
- Köler, Christoph (1602–1658), deutscher Barockdichter
- Köler, David (1532–1565), deutscher Renaissance-Musiker, Organist, Kantor, Komponist und der erste Leiter der Schweriner Hofkapelle
- Koler, Erwin (* 1949), österreichischer Politiker (ÖVP)
- Koler, Eva († 1573), Schweizer Frau, die der Hexerei beschuldigt wurde
- Köler, Hieronymus der Ältere (1507–1573), deutscher Reiseschriftsteller
- Köler, Johann (1826–1899), estnischer Maler
- Koler, Jörg, Kaufmann
- Köler, Martin, deutscher Komponist und Kapellmeister
- Koler, Matthes, Dresdner Ratsherr und Bürgermeister
- Koler, Noa (* 1981), israelische Schauspielerin
- Kolerow, Modest Alexejewitsch (* 1963), russischer Historiker, Hochschullehrer und Chefredakteur

### Koles
- Kolesar, Keegan (* 1997), kanadischer Eishockeyspieler
- Kolesar, Piotr (1910–1940), polnischer Skispringer
- Kolesch, Karl (1860–1921), deutscher Lehrer und Geologe
- Kolesen, Maryia (* 1993), belarussische Biathletin
- Köleséri von Keres-Eer, Samuel (1663–1732), siebenbürger Arzt
- Kolesnichenko, Aleksandra (* 1992), usbekische Tennisspielerin
- Kolesnik, Dmitri, russisch-amerikanischer Jazzmusiker
- Koleśnik, Magdalena (* 1990), polnische Schauspielerin
- Kolesnik, Witali (* 1979), kasachischer Eishockeytorwart
- Kolesnikovas, Vytautas (1948–2021), litauischer Politiker, Mitglied des Seimas und Maler
- Koļesņikovs, Artūrs (* 1990), lettischer Biathlet
- Kolesnikow, Andrei Wiktorowitsch (* 1989), russischer Eishockeyspieler
- Kolesnikow, Arkadi Georgijewitsch (1907–1978), sowjetischer Physiker
- Kolesnikow, Borys (* 1962), ukrainischer Unternehmer und Politiker
- Kolesnikow, Iwan Stepanowitsch (1901–1985), sowjetischer Chirurg
- Kolesnikow, Kliment Andrejewitsch (* 2000), russischer Schwimmer
- Kolesnikow, Leonid Nikolajewitsch (1937–2010), sowjetischer Schwimmer
- Kolesnikow, Michail Sergejewitsch (1918–2012), russisch-sowjetischer Schriftsteller
- Kolesnikow, Nikolai Alexejewitsch (* 1952), sowjetischer Gewichtheber und Olympiasieger
- Kolesnikow, Nikolai Wassiljewitsch (* 1953), sowjetischer Sprinter
- Kolesnikow, Pawel (* 1989), russischer Pianist und Kammermusiker
- Kolesnikow, Sergei Alexandrowitsch (* 1986), russischer Radrennfahrer
- Kolesnikow, Sergei Michailowitsch (1889–1952), russischer Maler, Zeichner und Grafiker
- Kolesnikow, Siluan (1722–1775), russischer Religionsstifter
- Kolesnikow, Wassili, russischer Forschungsreisender
- Kolesnikow, Wladimir Alexandrowitsch (1946–2020), russischer Mittelstreckenläufer
- Kolesnikow, Wladislaw (* 1984), kasachischer Eishockeyspieler
- Kolesnikowa, Anastassija Nikolajewna (* 1984), russische Turnerin
- Kolesnikowa, Marija, kirgisische Umweltaktivistin
- Kolesnikowa, Wera Konstantinowna (* 1996), russische Theaterschauspielerin und Filmschauspielerin
- Kolesnitschenko, Elena (* 1981), ukrainische Pianistin
- Kolesnitschenko, Kirill Alexandrowitsch (* 2000), russischer Fußballspieler
- Kolesnitschenko, Swetlana Konstantinowna (* 1993), russische Synchronschwimmerin
- Kolesnyk, David (* 1990), deutscher Politiker (SPD)
- Kolesnytschenko, Iwan (1907–1984), russischer Militär und Politiker
- Kolesnytschenko, Olena (* 1993), ukrainische Hürdenläuferin
- Kolessa, Filaret (1871–1947), ukrainischer Ethnograph, Folklorist, Komponist und Musikwissenschaftler
- Kolessa, Iwan (1864–1898), ukrainischer Folklorist und Ethnograph
- Kolessa, Lubka (1902–1997), ukrainisch-kanadische Pianistin
- Kolessa, Mykola (1903–2006), ukrainischer Komponist, Dirigent und Pädagoge
- Kolessa, Oleksandr (1867–1945), ukrainischer Literaturhistoriker, Ethnograph, Linguist und Politiker
- Kolessawa, Anastassija (* 2000), belarussische Radrennfahrerin
- Kolessow, Alexei (* 1984), kasachischer Radrennfahrer
- Kolessow, Anatoli Iwanowitsch (* 1931), sowjetischer Radrennfahrer
- Kolessow, Anatoli Iwanowitsch (1938–2012), sowjetischer Ringer

### Kolet
- Kolet, Liel (* 1989), israelische Sängerin
- Koleto, Tim (* 1991), US-amerikanisch-japanischer Eiskunstläufer
- Kolettis, Georgios, griechischer Radsportler, Olympiateilnehmer
- Kolettis, Ioannis († 1847), griechischer Politiker; Premierminister Griechenlands (1834–1835, 1844–1847)
- Koletzki, Oliver (* 1974), deutscher Produzent und DJOliver Koletzki (* 1974)

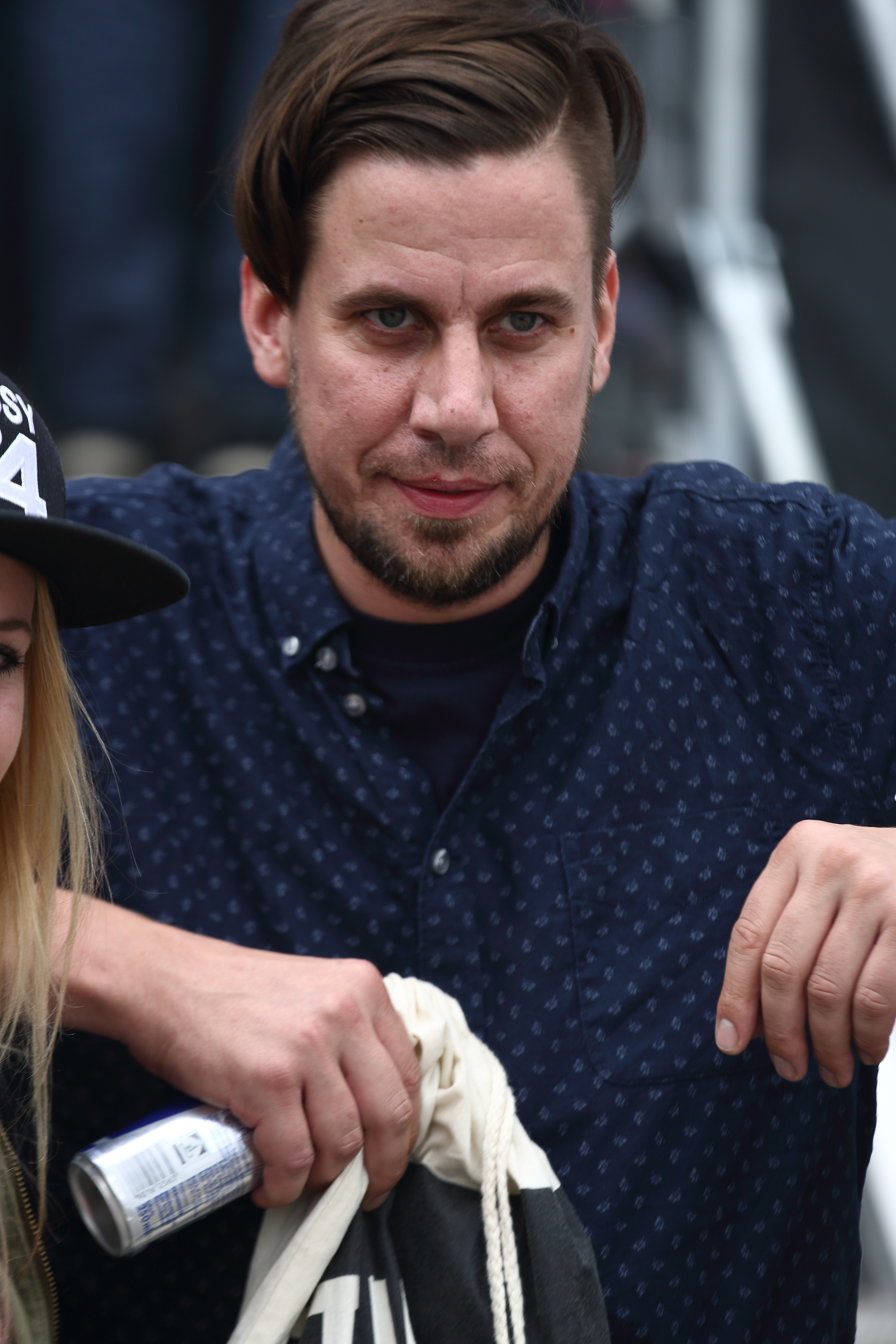
Oliver Koletzki (* 1974)

- Koletzko, Berthold (* 1954), deutscher Mediziner und Hochschullehrer

### Kolev
- Kolev, Elin (* 1996), deutscher Violinist
- Kolev, Krasimir (* 1979), US-amerikanischer Tennisspieler
- Kolev, Stefan (* 1981), bulgarisch-deutscher Wirtschaftswissenschaftler
- Koleva, Tatiana (* 1970), bulgarische Schlagwerkerin (Marimba)
- Kolevich, Alejandro (* 1988), argentinischer Volleyball-Trainer

### Kolew
- Kolew, Atanas (* 1967), bulgarischer Schachspieler
- Kolew, Binko (* 1958), bulgarischer Mittelstreckenläufer
- Kolew, Dimitar (* 1932), bulgarischer Radrennfahrer
- Kolew, Iwan (* 1951), bulgarischer Ringer
- Kolew, Iwan (* 1987), bulgarischer Volleyballspieler
- Kolew, Julijan, bulgarischer Pokerspieler
- Kolew, Nedeltscho (* 1953), bulgarischer Gewichtheber
- Kolew, Stojan (* 1976), bulgarischer Fußballspieler
- Kolew, Todor (1939–2013), bulgarischer Schauspieler, Komödiant, Musiker und Moderator
- Kolew, Todor (* 1980), bulgarischer Fußballspieler
- Kolew, Walentin (1948–2023), bulgarischer Maler
- Kolew, Wladimir (* 1953), bulgarischer Boxer
- Kolewa, Diana (* 1959), bulgarische Badmintonspielerin
- Kolewe, Richard (1853–1943), preußischer General der Infanterie

### Kolez
- Koležnik, Mateja (* 1962), slowenische Regisseurin
- Koleznik, Walter (* 1942), österreichischer Fußballspieler und -trainer